# Jana Šaldová
Jana Šaldová (* 8. Juli 1975 in Jilemnice) ist eine ehemalige tschechische Skilangläuferin.

## Werdegang
Šaldová, die für den SKP Jablonec startete, lief im März 1993 in Štrbské Pleso ihre ersten Weltcuprennen, die sie auf dem 62. Platz über 10 km klassisch und auf dem 14. Rang mit der Staffel beendete. Bei den Junioren-Skiweltmeisterschaften 1994 in Breitenwang gewann sie mit der Staffel die Goldmedaille. Zudem errang sie dort den 13. Platz über 5 km klassisch. In der Saison 1994/95 kam sie bei den Weltmeisterschaften 1995 in Thunder Bay auf den 36. Platz über 5 km klassisch sowie auf den achten Rang mit der Staffel und gewann bei den Junioren-Skiweltmeisterschaften 1995 in Gällivare die Silbermedaille mit der Staffel. Zudem wurde sie dort Elfte über 5 km klassisch. Zwei Jahre später lief sie bei den Weltmeisterschaften in Trondheim auf den 33. Platz über 30 km klassisch und auf den fünften Rang mit der Staffel. Außerdem holte sie dort mit dem 27. Platz über 5 km klassisch ihre einzigen Weltcuppunkte. Im folgenden Jahr belegte sie bei den Olympischen Winterspielen in Nagano den 29. Platz über 15 km klassisch, den 28. Rang über 5 km klassisch und zusammen mit Kateřina Neumannová, Kateřina Hanušová und Zuzana Kocumová den sechsten Platz in der Staffel. Ihre besten Platzierungen bei den Weltmeisterschaften 2001 in Lahti waren der 32. Platz über 10 km klassisch und der achte Rang mit der Staffel. Im Januar 2003 absolvierte sie bei der Winter-Universiade in Tarvisio ihre letzten internationalen Rennen. Dort lief sie auf den 30. Platz über 5 km klassisch, jeweils auf den 23. Rang im Sprint und im 15-km-Massenstartrennen sowie auf den siebten Platz mit der Staffel.

## Teilnahmen an Weltmeisterschaften und Olympischen Winterspielen

### Olympische Spiele
- 1998 Nagano: 6. Platz Staffel, 28. Platz 5 km klassisch, 29. Platz 15 km klassisch

### Nordische Skiweltmeisterschaften
- 1995 Thunder Bay: 8. Platz Staffel, 36. Platz 5 km klassisch
- 1997 Trondheim: 5. Platz Staffel, 27. Platz 5 km klassisch, 33. Platz 30 km klassisch
- 2001 Lahti: 8. Platz Staffel, 32. Platz 10 km klassisch, 36. Platz Sprint Freistil, 51. Platz 15 km klassisch